# Saint-Pierre-lès-Bitry
Saint-Pierre-lès-Bitry is een gemeente in het Franse departement Oise (regio Hauts-de-France) en telt 132 inwoners (1999). De plaats maakt deel uit van het arrondissement Compiègne.

## Geografie
De oppervlakte van Saint-Pierre-lès-Bitry bedraagt 3,4 km², de bevolkingsdichtheid is 38,8 inwoners per km².
De onderstaande kaart toont de ligging van Saint-Pierre-lès-Bitry met de belangrijkste infrastructuur en aangrenzende gemeenten.

## Demografie
Onderstaande figuur toont het verloop van het inwonertal (bron: INSEE-tellingen).